# Strohballenbau

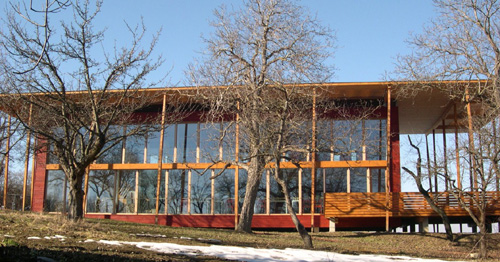
Das S-House als Beispiel für den modernen Strohballenbau in Passivhaus-Qualität. Bauweise: Mit Lehm verputzte Strohballen, hinterlüftete Holzfassade in nichttragender Bauweise. Standort: Böheimkirchen, Österreich. Baujahr: 2005

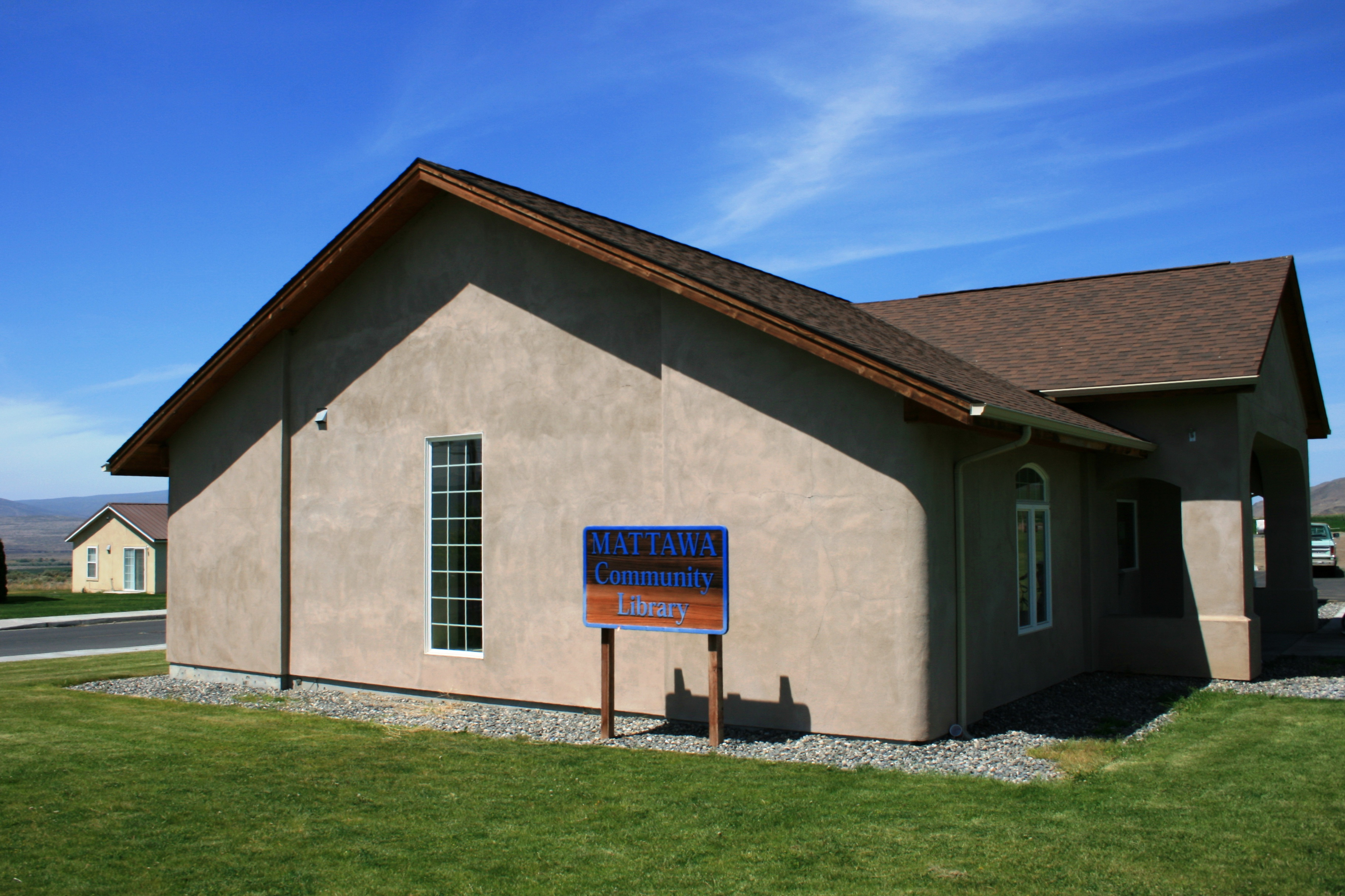
Öffentliche Bücherei in Mattawa

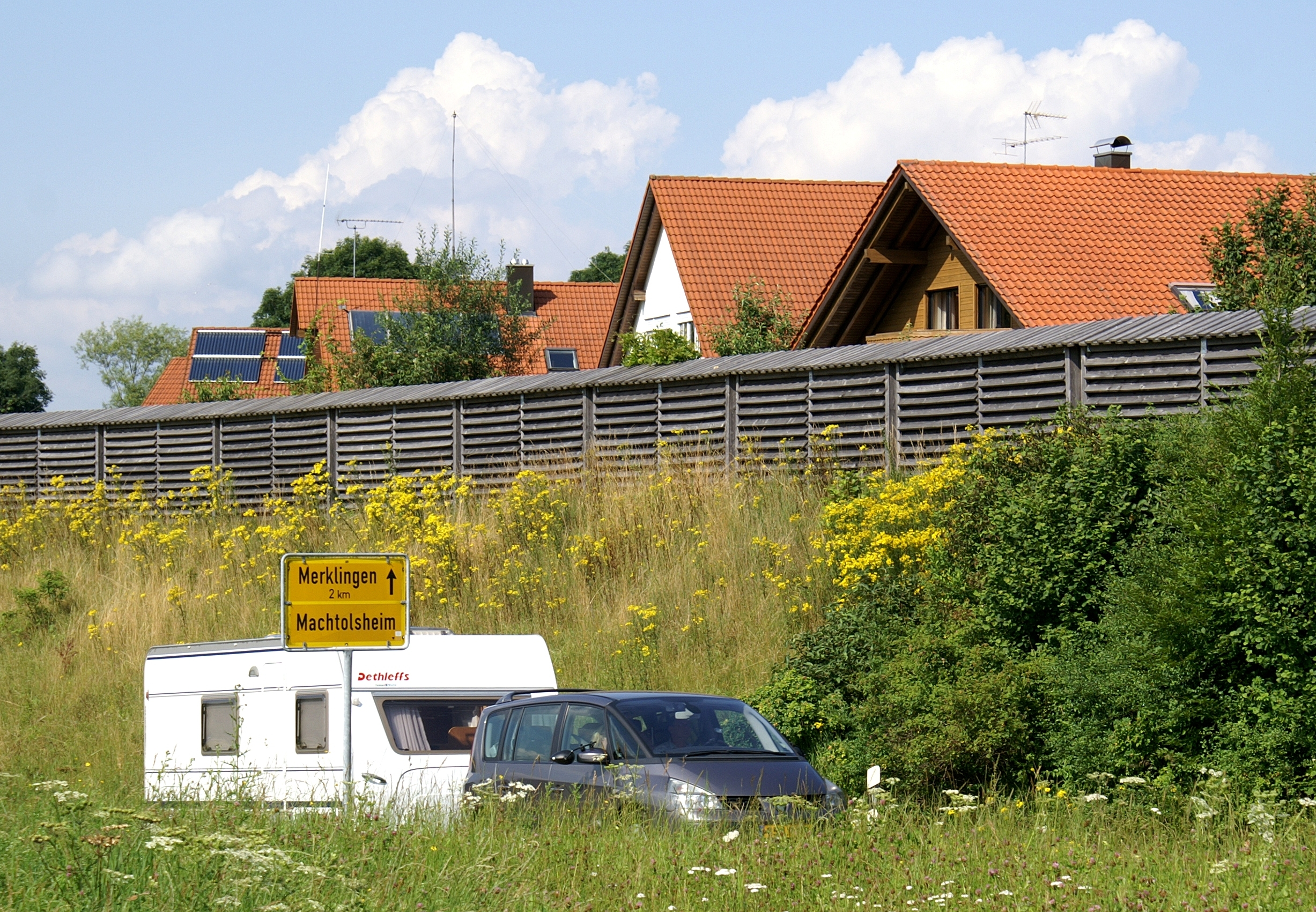
200 m² Lärmschutzwand aus Lärchenholz in Rahmenbauweise, gefüllt mit Strohballen.

Ein Strohballenbau ist ein Bauwerk, für dessen Wandaufbau Strohballen eingesetzt werden. Bei dieser Bauweise kommen überwiegend lokal oder regional verfügbare Ressourcen zum Einsatz (Holz, Stroh, Lehm, Schilf etc.). Verglichen mit herkömmlichen Bauweisen ist der Strohballenbau arbeitsintensiver, dafür aber kostensparender.

## Geschichte
Den Strohballenbau (bzw. die Strohballen-Architektur) gibt es seit Ende des 19. Jahrhunderts. In Nebraska wurden die Ballen von Wanderarbeitern wie Ziegelsteine zum Wandaufbau eingesetzt. Später entwickelte sich in den USA die Ständerbauweise mit Holzständerwerk. Während ursprünglich die Ballen aus Mangel an Holz zum Häuserbau verwendet wurden, stehen heutzutage die bauphysikalischen Eigenschaften der Strohballen im Vordergrund. Nach Angaben des Fachverbands Strohballenbau gibt es in Deutschland rund 900–1500 strohgedämmte Gebäude, nahezu ausschließlich in Ständerbauweise. 2005 wurde im Ökodorf Sieben Linden ein dreigeschossiges Mehrfamilienhaus mit 500 m² Wohnfläche errichtet.
Die lasttragende Bauweise hat sich bisher aus baurechtlichen Gründen nur in der Schweiz etabliert. Seit der Jahrtausendwende wurden einige Hybridkonstruktionen errichtet, bei denen die Strohballen nur einen Teil der statischen Funktionen übernehmen. Hierzu gehört in Deutschland das Haus Schmid-Hermanutz in Langenau bei Ulm. In Nax Mont-Noble in den Schweizer Alpen wurde im Oktober 2011 mit der Konstruktion des ersten Hotels aus Strohballen als Hybridkonstruktion begonnen. Das Maya Boutique Hotel wurde im Oktober 2012 eröffnet. Das erste zweigeschossige lasttragende Strohballenhaus in Deutschland wurde 2019 im Weimarer Ortsteil Ehringsdorf fertiggestellt.

## Konstruktion
Es wird zwischen tragender und nichttragender Bauweise unterschieden. Bei der tragenden Strohballenbauweise bestehen die Wände gänzlich aus Strohballen und die Dachlast wird über die Strohballen getragen. Bei der nichttragenden Bauweise bildet ein Holzständerwerk das Tragwerk und die Zwischenräume (Gefache) werden mit Stroh ausgefüllt. Diese Konstruktionsart entspricht weitgehend dem Holzrahmenbau oder auch dem klassischen Fachwerkhaus mit deutlich vergrößerter Wandstärke.
Die lastabtragende Strohballenbauweise ist zunächst einfach umzusetzen, da in den Außenwänden auf tragende Bauteile aus anderen Materialien verzichtet werden kann. Da die Strohballen bei Belastung allerdings über längere Zeiträume hinweg sacken, muss nach dem Fertigstellen des Rohbaus und des Daches in der Regel eine monatelange Wartezeit vorgesehen werden, bevor mit dem Einbau von Fenstern und Türen und dem Verputz der Wände begonnen wird. Teilweise wird versucht, die Wartezeit zu verkürzen oder ganz darauf zu verzichten, indem die Rohbaukonstruktion zusätzlich belastet wird, etwa, indem Mauerlatten oder Deckenbalken mit langen Spanngurten in Richtung des Fundaments gezogen werden. Ab 2021 beschäftigt sich ein Projekt an der Bauhaus-Universität Weimar mit der „Entwicklung eines einheitlichen Regelwerks für die Bemessung und Nachweisführung von lasttragendem Strohballenmauerwerk“.
Bei Hybridkonstruktionen wird ein Teil der Last über das Stroh abgetragen, der andere Teil über eine unterstützende Holzkonstruktion (rechnerisch ca. 50/50). Die Strohballen haben eine zumindest aussteifende Funktion. Gegenüber der nichttragenden Bauweise verhindert die Pressung der Strohballen Risse und Undichtigkeiten, die durch eine spätere Setzung entstehen und den Dämmwert reduzieren können. Dieses Konstruktionsprinzip wurde von Architekt Werner Schmidt ab 2001 in der Schweiz entwickelt und wurde bis 2011 an 20 Gebäuden umgesetzt.
Bei der Konstruktion eines Strohballenbaus muss besonders auf wirksamen konstruktiven Feuchteschutz geachtet werden, da sich die Dämmwirkung feucht gewordenen Strohballen reduziert und diese nur schlecht wieder abtrocknen. Auf einen ausreichenden Dachüberstand sowie eine Feuchtigkeitssperre gegenüber dem Boden ist in jedem Fall zu achten.
Die Strohballen werden in der Regel mit einem traditionellen Kalk- oder einem Lehmmörtel verputzt. Durch die Absorptionsfähigkeit und Kapillarität des Lehmputzes ist insbesondere dieser in der Lage, Feuchtigkeit rasch aufzunehmen und später wieder an die Umgebungsluft abzugeben.
Die Außenwände werden entweder verputzt oder als hinterlüftete Fassade ausgeführt, zum Beispiel als Holzfassade. Die Hinterlüftung bewirkt einen Kamineffekt, der eine dauerhafte Austrocknung gewährleistet und im Sommer einer Überhitzung durch Sonneneinstrahlung entgegenwirkt.
Das Stroh muss in vielen Ländern direkt mit einem Material abgedeckt sein, das einem Brandwiderstand EI30 entspricht. In Gebäuden mit erhöhten Brandschutzanforderungen darf sich in der Regel kein Zwischenraum zwischen Stroh und Fassade befinden, da diese der Brandausbreitung dienen kann.

## Baustoff Stroh

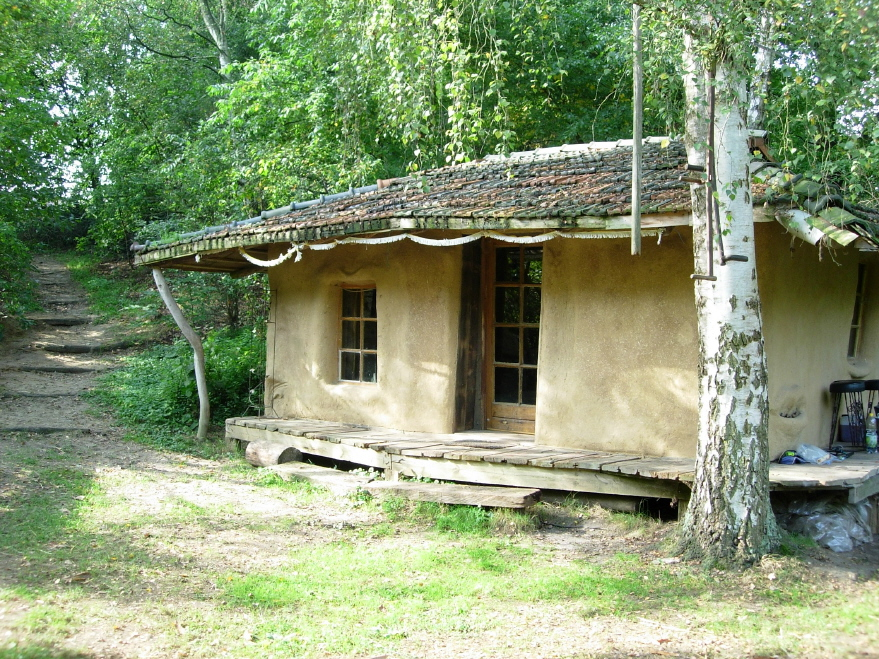
Ein mit Lehm verputzter Strohballenbau in Swalmen in den Niederlanden

Stroh als Baustoff ist für den ökologischen Hausbau sehr gut geeignet. Er schont die Umwelt, weil beim Wachstum des Getreides das Treibhausgas Kohlendioxid gebunden wird, das Material ohne großen Transportaufwand beschafft werden kann und eine energieintensive Verarbeitung entfällt.
Stroh ist ein guter Naturdämmstoff. Die gemessene Wärmeleitfähigkeit (Lambda10,tr) beträgt 0,038–0,067 W/(m K), damit ist die wärmedämmende Wirkung ähnlich wie die herkömmlicher Dämmstoffe. Stroh besitzt eine Ausgleichsfeuchte von 8–18 %. Fachgerecht verbaute Strohballen weisen eine große Schimmelresistenz auf. Die Rohdichte der Ballen lässt sich zwischen 80 und 210 kg/m³ einstellen. Die optimale Dichte in Bezug auf Dämmwirkung liegt bei etwa 100–120 kg/m³. Bei zunehmender Dichte steigt die Wärmeleitfähigkeit, die wärmedämmende Wirkung nimmt also ab.
Die Herstellung der Strohballen für den Hausbau erfolgt mit landwirtschaftlichen Ballenpressen. Die Ballen enthalten ausschließlich Stroh und außer den für den Zusammenhalt erforderlichen Bindeschnüren keine weiteren Zusätze.

## Rechtliche Einstufung

### Deutschland
In Deutschland besitzen nach definierten Kriterien erzeugte Baustrohballen eine allgemeine bauaufsichtliche Zulassung als Wärmedämmstoff und können damit in nichttragender Bauweise verarbeitet werden. Die Zulassung ist zeitlich befristet und wurde in der Vergangenheit durch den Fachverband Strohballenbau Deutschland e. V. erneuert.

### Österreich
Strohballen erfüllen in Österreich die Voraussetzungen für den Brandschutz, da sie – im stark gepressten Zustand – in die Kategorie „normal entflammbar“ fallen. Das entspricht der Mindestanforderung im Baurecht. Beidseitig mit 5 cm Lehmputz versehen entsprechen moderne Strohballengebäude der Brandschutzklasse F90 (Feuerwiderstandsdauer 90 min), was einer 20 cm dicken Betonwand entspricht.